# Anagrafe degli eletti
L'Anagrafe degli eletti, o anagrafe pubblica degli eletti, è una campagna lanciata dal movimento Radicali Italiani nell'estate 2008, per la riforma in direzione anglosassone della trasparenza nelle istituzioni politiche italiane ed europee, verso una maggiore trasparenza.
L'idea di base è quella di pubblicare su internet i dati riguardanti le presenze, lo svolgimento dei lavori, i risultati, gli stipendi, gli emolumenti, le consulenze, i pagamenti, di tutti i politici eletti e di tutte le persone che ricoprono un ruolo politico pubblico.
Quest'elenco quindi comprende: europarlamentari, ministri, deputati, senatori, assessori regionali, consiglieri regionali, assessori provinciali, consiglieri provinciali, assessori comunali, consiglieri comunali, consiglieri municipali, e tutti i loro collaboratori.

## Cronistoria
Lanciata nell'estate del 2008 dalla direzione dei Radicali Italiani, la proposta per un'anagrafe pubblica degli eletti è iniziata quando in quel periodo sono partite in tutta Italia iniziative di raccolta firme su questa proposta da parte delle associazioni Radicali sparse per lo Stivale.
Un primo importante passo avanti in questa campagna è stato ottenuto il 18 novembre 2008, quando il sito web della Camera dei deputati ha pubblicato sulle proprie pagine i dati della presenza dei deputati in aula; il Senato è addivenuto alla stessa determinazione alla fine del marzo 2009.
La campagna per un'Anagrafe pubblica degli eletti nel frattempo ha trovato spazio sulle pagine di diverse testate giornalistiche, come ad esempio su Il Sole 24 Ore con un articolo di Guido Gentili.
Nel dicembre 2008 un secondo passo avanti è costituito dalla presentazione del progetto di legge a prima firma Pietro Ichino, n. 1290 del Senato della Repubblica della XVI Legislatura: esso, firmato da esponenti del gruppo parlamentare PD del Senato della Repubblica compresa la capogruppo Anna Finocchiaro e la vicepresidente del Senato della Repubblica Emma Bonino, aggiorna le previsioni della legge del 1982 sulla pubblicità dei dati patrimoniali dei parlamentari, estendendola a tutti gli eletti e richiedendone la pubblicazione sui siti internet degli organi di appartenenza.
Il 12 dicembre 2008, alla Regione Campania, il Vicecapogruppo del PD, Nicola Caputo, presenta la proposta di legge: Anagrafe pubblica degli eletti. Disposizioni sulla trasparenza e l'informazione. Le norme oggetto della proposta di legge del Consigliere regionale Nicola Caputo rendono possibile il controllo da parte dei cittadini-elettori sull'operato di Consiglieri regionali, Assessori e Presidente di Giunta e di chiunque partecipi all'attività dell'amministrazione. Le norme proposte riguardano: a) criteri di trasparenza (pubblicazione sul sito internet della Regione) sull'operato dei singoli consiglieri regionali e degli assessori (pubblicazione dei dati patrimoniali, delle spese per staff e consulenze, dei provvedimenti presentati ecc.); b) criteri di trasparenza (pubblicazione sul sito internet della Regione) sulle attività della Regione (patrimonio, immobili, personale); c) verbalizzazione e pubblicazione sul sito internet della Regione del voto di ogni singolo Consigliere su ogni singolo provvedimento. (Il testo integrale della Proposta di legge è disponibile in: Collegamenti esterni)
Un ulteriore importante passo avanti è stato ottenuto da Marco Cappato (europarlamentare della Lista Emma Bonino) che il 14 gennaio 2009 ottiene l'approvazione da parte del Parlamento europeo di Strasburgo (con 355 voti a favore e 195 contro) del rapporto Marco Cappato sull'accesso ai documenti del Consiglio europeo, del Parlamento europeo e della Commissione europea.
Il 10 marzo 2009 la campagna ottiene un altro importantissimo risultato con l'introduzione del sistema di riconoscimento biometrico per il voto elettronico alla Camera dei deputati, ossia con il metodo anche detto anti-pianisti.
La proposta di tale sistema era stata infatti presentata nel settembre 2007 proprio dall'allora deputato Sergio D'Elia, esponente di spicco del Partito Radicale nonché segretario di Nessuno tocchi Caino.
Intanto la campagna trova altri, seppur piccoli, spazi sui mezzi d'informazione. Il 17 marzo 2009 è Il Gazzettino, quotidiano di Veneto e Friuli-Venezia Giulia, a pubblicare un articolo sul tema.
Il 7 luglio 2009 la Camera dei deputati ha approvato un ordine del giorno, presentato dalla deputata Rita Bernardini (Lista Emma Bonino - PD), che impegna gli uffici del parlamento a pubblicare una sorta di Anagrafe pubblica degli eletti:
a rendere fruibili sul sito internet tutte le informazioni relative all'attività, alla condizione patrimoniale dei deputati in vista della formazione di una sorta di anagrafe dei deputati, compatibilmente con il rispetto delle vigenti disposizioni legislative e regolamentari”.»
(9/Doc. VIII, n. 4/16.(Testo modificato nel corso della seduta) Rita Bernardini, Maurizio Turco, Maria Antonietta Farina Coscioni, Marco Beltrandi, Matteo Mecacci, Elisabetta Zamparutti, Giovanni Battista Bachelet, Jean-Léonard Touadi, Erminio Quartiani, Andrea Sarubbi.)
Un passo avanti è stato intrapreso nel febbraio 2010, quando la deputata Rita Bernardini (Lista Bonino Pannella), in seguito ad un lungo sciopero della fame, è riuscita ad ottenere un documento sui dati finanziari riguardanti le spese della Camera dei deputati dal presidente della Camera dei deputati Gianfranco Fini contenente il dettaglio delle spese del ramo del parlamento.
Il 25 novembre 2009 la proposta di legge: Anagrafe pubblica degli eletti. Disposizioni sulla trasparenza e l'informazione. presentata dal Vicecapogruppo del PD al Consiglio Regionale della Campania, Nicola Caputo, ottiene il parere favorevole, all'unanimità, della II Commissione Consiliare Permanente (Bilancio e Finanze, Demanio e Patrimonio).
Nel maggio 2010, i parlamentari Pietro Ichino (PD) ed Italo Bocchino (Pdl) hanno affermato pubblicamente d'essere a favore dell'anagrafe pubblica degli eletti.
Il 22 maggio 2010 i due consiglieri regionali radicali del Lazio Giuseppe Rossodivita e Rocco Berardo hanno annunciato la presentazione d'una proposta di legge in sede di Regione Lazio per l'istituzione d'un'anagrafe pubblica degli eletti e dei membri dello staff di suddetta regione. In quell'occasione, Mario Staderini (segretario dei Radicali Italiani) ha lamentato la mancata attuazione della proposta da parte del Comune di Roma, sebbene l'assemblea consiliare del Campidoglio l'avesse approvata nel novembre 2009.
La proposta è stata rilanciata ed accolta da Bruno Astorre (PD), vicepresidente del Consiglio regionale del Lazio, Roberto Buonasorte (consigliere regionale laziale La Destra), Enzo Foschi (consigliere regionale laziale PD).
Nel giugno 2010 Manfredi Palmeri, presidente del consiglio comunale di Milano, ha annunciato che entro fine giugno verrà pubblicato online un documento contenente tutti i dati economici dei membri della giunta e del consiglio comunale.
Il 1º luglio 2010 il consiglio comunale di Bari ha approvato un ordine del giorno che istituisce l'anagrafe degli eletti. La proposta è stata presentata dal consigliere Pietro Petruzzelli che, nonostante le critiche di alcuni colleghi, è riuscito ad ottenere anche il voto favorevole di tre consiglieri di opposizione.
Dal 5 gennaio 2011 la pagina web principale del Comune di Bari ha un link dove è possibile accedere a tutte le informazioni rilevanti. Si tratta di uno dei primi casi nei quali alle delibere consiliari è seguito l'atto concreto dell'istituzione dell'Anagrafe.
A fine luglio 2010 il consiglio regionale della Campania (prima regione in Italia) approva una legge per l'istituzione dell'Anagrafe pubblica degli eletti per i membri del consiglio regionale e della giunta regionale campana, su iniziativa del consigliere Nicola Caputo (PD).
Sempre nello stesso periodo, l'associazione Anci Giovane dei Comuni italiani ha dato il via ad un osservatorio sull'anagrafe pubblica degli eletti..

### Amministrazioni contrarie alla trasparenza
Non ovunque però, la richiesta di trasparenza è stata accolta positivamente.
Il 12 agosto 2010 la Regione Calabria, attraverso il suo segretario generale Giulio Carpentieri, ha così risposto ai Radicali che chiedevano informazioni sul trattamento economico e sulla situazione patrimoniale dei consiglieri:
(Corriere.it - In Calabria resta segreto il patrimonio dei consiglieri)
Anche il Comune di Caserta s'è rifiutato ufficialmente di rendere pubbliche le informazioni relative ai patrimoni dei consiglieri, rilasciando una nota che spiegava:
(Corriere.it - In Calabria resta segreto il patrimonio dei consiglieri)

## Leggi sulla trasparenza retributiva dei politici eletti
La prima legge sulla trasparenza patrimoniale degli eletti (la legge n. 441 del 1982 e successive modificazioni) si estendeva anche ad alcuni amministratori pubblici, quelli delle società od enti controllati dalle pubbliche amministrazioni e di nomina diretta da parte degli organi politici: per costoro la pubblicazione di un bollettino contenente l'ammontare dei compensi annuali era a carico della Presidenza del Consiglio dei ministri.
Una seconda legge operò (comma 466 dell'articolo 1 della legge 27 dicembre 2006, n. 296) su una diversa prospettiva: quella della pubblicazione, con l'indicazione nominativa dei destinatari e dell'ammontare del compenso, attraverso il sito web dell'amministrazione o dell'ente interessato, dei compensi dei consulenti delle amministrazioni pubbliche statali.
Una terza legge, infine, fu la legge finanziaria per il 2008 che estese tale ultima previsione a tutti i dirigenti pubblici che percepissero emolumenti superiori al primo Presidente della Corte di cassazione: dopo una serie di polemiche, il ministro per la pubblica amministrazione Renato Brunetta annunciò il 18 aprile 2009 che avrebbe richiesto il rispetto di tale normativa, inadempiuta per tutta la seconda metà del 2008.
La materia è poi confluita da un lato, nella disciplina del decreto legislativo n. 33/2013 (attuativo della Legge Severino sulla trasparenza delle amministrazioni pubbliche), e dall'altro lato nel tetto salariale deciso dal decreto-legge n. 66/2014 del governo Renzi.